# Mistrovství světa ve fotbale hráčů do 17 let 2009
Mistrovství světa ve fotbale hráčů do 17 let 2009 se konalo od 24. října do 15. listopadu v Nigérii. Turnaj, pořádaný pod patronací FIFA byl třináctým v pořadí a odehrával se ve městech: Abuja, Lagos, Enugu, Ijebu-Ode, Kano, Calabar, Kaduna a Bauchi. Obhájcem titulu byla domácí Nigérie, ta však ve finále podlehla Švýcarsku, které získalo v této věkové kategorii první titul mistra světa. Na turnaji mohli hrát hráči narození po 1. lednu 1992.

## Účastníci
| Konfederace                                   | Kvalifikační turnaj                                       | Kvalifikované týmy                                     |
| --------------------------------------------- | --------------------------------------------------------- | ------------------------------------------------------ |
| AFC (Asie)                                    | Mistrovství Asie ve fotbale hráčů do 16 let 2008          | Írán Jižní Korea Japonsko SAE                          |
| CAF (Afrika)                                  | Mistrovství Afriky ve fotbale hráčů do 17 let 2009        | Gambie Alžírsko1 Malawi1 Burkina Faso                  |
| CONCACAF (Severní, Střední Amerika a Karibik) | Mistrovství ve fotbale zemí CONCACAF hráčů do 17 let 2009 | Mexiko USA Kostarika Honduras                          |
| CONMEBOL (Jižní Amerika)                      | Mistrovství Jižní Ameriky ve fotbale hráčů do 17 let 2009 | Brazílie Argentina Uruguay Kolumbie                    |
| OFC (Oceánie)                                 | Mistrovství Oceánie ve fotbale hráčů do 17 let 2009       | Nový Zéland                                            |
| UEFA (Evropa)                                 | Mistrovství Evropy ve fotbale hráčů do 17 let 2009        | Německo Nizozemsko Švýcarsko1 Itálie Španělsko Turecko |
| Hostitel                                      | Hostitel                                                  | Nigérie                                                |

1 Tým se účastnil poprvé v historii.

## Stadiony
| Město     | Stadion                         | Kapacita |
| --------- | ------------------------------- | -------- |
| Abuja     | National Stadium                | 60 491   |
| Lagos     | Teslim Balogun Stadium          | 24 325   |
| Enugu     | Nnamdi Azikiwe Stadium          | 22 000   |
| Ijebu-Ode | Gateway Stadium                 | 20 000   |
| Kano      | Sani Abacha Stadium             | 18 000   |
| Calabar   | U.J. Esuene Stadium             | 16 000   |
| Kaduna    | Ahmadu Bello Stadium            | 16 500   |
| Bauchi    | Abubarkar Tafawa Balewa Stadium | 15 000   |

## Skupiny
Los základních skupin proběhl 7. srpna 2009.
| Vysvětlivky | Vysvětlivky                                                                                    |
| ----------- | ---------------------------------------------------------------------------------------------- |
|             | První dva týmy z každé skupiny a čtyři nejlepší týmy na třetích místech postoupily do play off |

### Skupina A
| # | Tým       | Z | V | R | P | VB | OB | RS | B |
| - | --------- | - | - | - | - | -- | -- | -- | - |
| 1 | Nigérie   | 3 | 2 | 1 | 0 | 6  | 4  | +2 | 7 |
| 2 | Argentina | 3 | 2 | 0 | 1 | 4  | 3  | +1 | 6 |
| 3 | Německo   | 3 | 1 | 1 | 1 | 7  | 6  | +1 | 4 |
| 4 | Honduras  | 3 | 0 | 0 | 3 | 1  | 5  | -4 | 0 |

| 24. října 2009 19.30                                         |        |                                                      |                                                                  |
| Nigérie                                                      | 3:3    | Německo                                              | National Stadium, Abuja diváci: 21 300 rozhodčí: Ravshan Irmatov |
| Stanley Okoro 54' (pen.) Kenneth Omeruo 59' Edafe Egbedi 61' | Report | 21' Lennart Thy 39' Shkodran Mustafi 47' Mario Götze | National Stadium, Abuja diváci: 21 300 rozhodčí: Ravshan Irmatov |

| 24. října 2009 16.00 |        |                   |                                                                  |
| Honduras             | 0:1    | Argentina         | National Stadium, Abuja diváci: 19 560 rozhodčí: Massimo Busacca |
|                      | Report | 59' Sergio Araujo | National Stadium, Abuja diváci: 19 560 rozhodčí: Massimo Busacca |

| 27. října 2009 16.00                           |        |                |                                                                  |
| Argentina                                      | 2:1    | Německo        | National Stadium, Abuja diváci: 14 400 rozhodčí: Koman Coulibaly |
| Esteban Espíndola 57' (pen.) Sergio Araújo 59' | Report | 8' Mario Götze | National Stadium, Abuja diváci: 14 400 rozhodčí: Koman Coulibaly |

| 27. října 2009 19.00 |        |          |                                                                  |
| Nigérie              | 1:0    | Honduras | National Stadium, Abuja diváci: 42 900 rozhodčí: Stephane Lannoy |
| Ajagun 55'           | Report |          | National Stadium, Abuja diváci: 42 900 rozhodčí: Stephane Lannoy |

| 30. října 2009 16.00                   |        |                    |                                                                 |
| Německo                                | 3:1    | Honduras           | National Stadium, Abuja diváci: 3 090 rozhodčí: Carlos Amarilla |
| Lennart Thy 55', 56' Kevin Volland 73' | Report | 46' Anthony Lozano | National Stadium, Abuja diváci: 3 090 rozhodčí: Carlos Amarilla |

| 30. října 2009 16.00 |        |                                        |                                                                               |
| Argentina            | 1:2    | Nigérie                                | Abubarkar Tafawa Balewa Stadium, Bauchi diváci: 11 467 rozhodčí: Jair Marrufo |
| Esteban Orfano 2'    | Report | 5' Omoh Ojabu 72' (pen.) Sani Emmanuel | Abubarkar Tafawa Balewa Stadium, Bauchi diváci: 11 467 rozhodčí: Jair Marrufo |

### Skupina B
| # | Tým       | Z | V | R | P | VB | OB | RS | B |
| - | --------- | - | - | - | - | -- | -- | -- | - |
| 1 | Švýcarsko | 3 | 3 | 0 | 0 | 7  | 3  | +4 | 9 |
| 2 | Mexiko    | 3 | 2 | 0 | 1 | 3  | 2  | +1 | 6 |
| 3 | Brazílie  | 3 | 1 | 0 | 2 | 3  | 4  | -1 | 3 |
| 4 | Japonsko  | 3 | 0 | 0 | 3 | 5  | 9  | -4 | 0 |

| 24. října 2009 19.00                                   |        |                                        |                                                                    |
| Brazílie                                               | 3:2    | Japonsko                               | Teslim Balogun Stadium, Lagos diváci: 15 254 rozhodčí: Howard Webb |
| Guilherme 26' Neymar da Silva 67' Wellington Nem 90+4' | Report | 35' Yoshiaki Takagi 84' Kenyu Sugimoto | Teslim Balogun Stadium, Lagos diváci: 15 254 rozhodčí: Howard Webb |

| 24. října 2009 16.00 |        |                                            |                                                                      |
| Mexiko               | 0:2    | Švýcarsko                                  | Teslim Balogun Stadium, Lagos diváci: 9 870 rozhodčí: Michael Hester |
|                      | Report | 22' Pajtim Kasami 42' (vl.) José Rodríguez | Teslim Balogun Stadium, Lagos diváci: 9 870 rozhodčí: Michael Hester |

| 27. října 2009 16.00                                            |        |                                             |                                                                     |
| Švýcarsko                                                       | 4:3    | Japonsko                                    | Teslim Balogun Stadium, Lagos diváci: 9 920 rozhodčí: Carlos Batres |
| Haris Seferović 43', 51' Granit Xhaka 53' Ricardo Rodríguez 74' | Report | 9', 20' Takumi Miyayoshi 90+3' Shuto Kojima | Teslim Balogun Stadium, Lagos diváci: 9 920 rozhodčí: Carlos Batres |

| 27. října 2009 19.00 |        |             |                                                                           |
| Brazílie             | 0:1    | Mexiko      | Teslim Balogun Stadium, Lagos diváci: 21 115 rozhodčí: Tom Henning Øvrebø |
|                      | Report | 70' Basulto | Teslim Balogun Stadium, Lagos diváci: 21 115 rozhodčí: Tom Henning Øvrebø |

| 30. října 2009 19.00 |        |                                            |                                                                        |
| Japonsko             | 0:2    | Mexiko                                     | Teslim Balogun Stadium, Lagos diváci: 17 105 rozhodčí: Stephane Lannoy |
|                      | Report | 65' Carlos Alberto Campos 79' Carlos Parra | Teslim Balogun Stadium, Lagos diváci: 17 105 rozhodčí: Stephane Lannoy |

| 30. října 2009 19.00   |        |          |                                                              |
| Švýcarsko              | 1:0    | Brazílie | National Stadium, Abuja diváci: 4 250 rozhodčí: Eddy Maillet |
| Nassim Ben Khalifa 21' | Report |          | National Stadium, Abuja diváci: 4 250 rozhodčí: Eddy Maillet |

### Skupina C
| # | Tým        | Z | V | R | P | VB | OB | RS | B |
| - | ---------- | - | - | - | - | -- | -- | -- | - |
| 1 | Írán       | 3 | 2 | 1 | 0 | 3  | 0  | +3 | 7 |
| 2 | Kolumbie   | 3 | 1 | 2 | 0 | 4  | 3  | +1 | 5 |
| 3 | Nizozemsko | 3 | 1 | 0 | 2 | 3  | 4  | -1 | 3 |
| 4 | Gambie     | 3 | 0 | 1 | 2 | 3  | 6  | -3 | 1 |

| 25. října 2009 16.00                 |        |        |                                                                 |
| Írán                                 | 2:0    | Gambie | U.J. Esuene Stadium, Calabar diváci: 9 200 rozhodčí: Pablo Pozo |
| Payam Sadeghian 44' Kaveh Rezaei 84' | Report |        | U.J. Esuene Stadium, Calabar diváci: 9 200 rozhodčí: Pablo Pozo |

| 25. října 2009 19.00                   |        |                            |                                                                    |
| Kolumbie                               | 2:1    | Nizozemsko                 | U.J. Esuene Stadium, Calabar diváci: 10 100 rozhodčí: Jerome Damon |
| Fabián Castillo 56' Deiner Córdoba 72' | Report | 69' (pen.) Oguzhan Ozyakup | U.J. Esuene Stadium, Calabar diváci: 10 100 rozhodčí: Jerome Damon |

| 28. října 2009 16.00             |        |                          |                                                                      |
| Nizozemsko                       | 2:1    | Gambie                   | U.J. Esuene Stadium, Calabar diváci: 6 800 rozhodčí: Ravshan Irmatov |
| Luc Castaignos 19' Tom Boere 70' | Report | 26' (pen.) Ebrima Bojang | U.J. Esuene Stadium, Calabar diváci: 6 800 rozhodčí: Ravshan Irmatov |

| 28. října 2009 19.00 |        |          |                                                                     |
| Írán                 | 0:0    | Kolumbie | U.J. Esuene Stadium, Calabar diváci: 8 600 rozhodčí: Michael Hester |
|                      | Report |          | U.J. Esuene Stadium, Calabar diváci: 8 600 rozhodčí: Michael Hester |

| 31. října 2009 16.00                      |        |                                 |                                                                  |
| Gambie                                    | 2:2    | Kolumbie                        | U.J. Esuene Stadium, Calabar diváci: 6 100 rozhodčí: Howard Webb |
| Lamin Sarjo Samateh 19' Ebrima Bojang 42' | Report | 78', 89' (pen.) Gustavo Cuellar | U.J. Esuene Stadium, Calabar diváci: 6 100 rozhodčí: Howard Webb |

| 31. října 2009 16.00 |        |                   |                                                                     |
| Nizozemsko           | 0:1    | Írán              | Nnamdi Azikiwe Stadium, Enugu diváci: 7 461 rozhodčí: Carlos Batres |
|                      | Report | 25' Milad Gharibi | Nnamdi Azikiwe Stadium, Enugu diváci: 7 461 rozhodčí: Carlos Batres |

### Skupina D
| # | Tým          | Z | V | R | P | VB | OB | RS | B |
| - | ------------ | - | - | - | - | -- | -- | -- | - |
| 1 | Turecko      | 3 | 2 | 1 | 0 | 6  | 2  | +4 | 7 |
| 2 | Burkina Faso | 3 | 1 | 1 | 1 | 5  | 3  | +2 | 4 |
| 3 | Nový Zéland  | 3 | 0 | 3 | 0 | 3  | 3  | 0  | 3 |
| 4 | Kostarika    | 3 | 0 | 1 | 2 | 3  | 9  | -6 | 1 |

| 25. října 2009 16.00 |        |              |                                                                        |
| Turecko              | 1:0    | Burkina Faso | Nnamdi Azikiwe Stadium, Enugu diváci: 12 350 rozhodčí: Carlos Amarilla |
| Muhammet Demir 3'    | Report |              | Nnamdi Azikiwe Stadium, Enugu diváci: 12 350 rozhodčí: Carlos Amarilla |

| 25. října 2009 19.00 |        |                   |                                                                     |
| Kostarika            | 1:1    | Nový Zéland       | Nnamdi Azikiwe Stadium, Enugu diváci: 16 850 rozhodčí: Eddy Maillet |
| Joel Campbell 35'    | Report | 19' Michael Built | Nnamdi Azikiwe Stadium, Enugu diváci: 16 850 rozhodčí: Eddy Maillet |

| 28. října 2009 16.00 |        |                    |                                                                    |
| Nový Zéland          | 1:1    | Burkina Faso       | Nnamdi Azikiwe Stadium, Enugu diváci: 10 195 rozhodčí: Howard Webb |
| Gordon Murie 57'     | Report | 12' Victor Nikiema | Nnamdi Azikiwe Stadium, Enugu diváci: 10 195 rozhodčí: Howard Webb |

| 28. října 2009 19.00                                                       |        |                   |                                                                    |
| Turecko                                                                    | 4:1    | Kostarika         | Nnamdi Azikiwe Stadium, Enugu diváci: 5 632 rozhodčí: Jerome Damon |
| Ömer Ali Sahiner 3' Muhammet Demir 33' Engin Bekdemir 42' Gokay Iravul 70' | Report | 44' Jonathan Moya | Nnamdi Azikiwe Stadium, Enugu diváci: 5 632 rozhodčí: Jerome Damon |

| 31. října 2009 19.00                                                                   |        |                  |                                                                        |
| Burkina Faso                                                                           | 4:1    | Kostarika        | Nnamdi Azikiwe Stadium, Enugu diváci: 11 483 rozhodčí: Ravshan Irmatov |
| Hamed Zoungrana 12' Abdoulaye Ibrango 38' Louckmane Ouedtraogo 82' Bertrand Traoré 90' | Report | 86' Juan Golobio | Nnamdi Azikiwe Stadium, Enugu diváci: 11 483 rozhodčí: Ravshan Irmatov |

| 31. října 2009 19.00      |        |           |                                                                     |
| Nový Zéland               | 1:1    | Turecko   | U.J. Esuene Stadium, Calabar diváci: 7 000 rozhodčí: Martín Vázquez |
| Jack Hobson-McVeigh 90+1' | Report | 17' Engin | U.J. Esuene Stadium, Calabar diváci: 7 000 rozhodčí: Martín Vázquez |

### Skupina E
| # | Tým       | Z | V | R | P | VB | OB | RS | B |
| - | --------- | - | - | - | - | -- | -- | -- | - |
| 1 | Španělsko | 3 | 3 | 0 | 0 | 9  | 3  | +6 | 9 |
| 2 | USA       | 3 | 2 | 0 | 1 | 3  | 2  | +1 | 6 |
| 3 | SAE       | 3 | 1 | 0 | 2 | 3  | 4  | -1 | 3 |
| 4 | Malawi    | 3 | 0 | 0 | 3 | 1  | 7  | -6 | 0 |

| 26. října 2009 16.00                    |        |        |                                                                   |
| SAE                                     | 2:0    | Malawi | Sani Abacha Stadium, Kano diváci: 19 500 rozhodčí: Martín Vázquez |
| Marwan Al-Saffar 63' Mohammad Sebil 81' | Report |        | Sani Abacha Stadium, Kano diváci: 19 500 rozhodčí: Martín Vázquez |

| 26. října 2009 19.00                 |        |              |                                                                  |
| Španělsko                            | 2:1    | USA          | Sani Abacha Stadium, Kano diváci: 19 500 rozhodčí: Viktor Kassai |
| Borja González 22' Pablo Sarabia 30' | Report | 4' McInerney | Sani Abacha Stadium, Kano diváci: 19 500 rozhodčí: Viktor Kassai |

| 29. října 2009 16.00 |        |        |                                                                   |
| USA                  | 1:0    | Malawi | Sani Abacha Stadium, Kano diváci: 9 000 rozhodčí: Massimo Busacca |
| Alex Shinsky 54'     | Report |        | Sani Abacha Stadium, Kano diváci: 9 000 rozhodčí: Massimo Busacca |

| 29. října 2009 19.00 |        |                                                                  |                                                                   |
| SAE                  | 1:3    | Španělsko                                                        | Sani Abacha Stadium, Kano diváci: 20 000 rozhodčí: Wolfgang Stark |
| Mohammad Sebil 68'   | Report | 12' Francisco Román Alarcón 19' Borja González 88' Adrià Carmona | Sani Abacha Stadium, Kano diváci: 20 000 rozhodčí: Wolfgang Stark |

| 1. listopadu 2009 16.00 |        |                                                              |                                                |
| Malawi                  | 1:4    | Španělsko                                                    | Sani Abacha Stadium, Kano rozhodčí: Pablo Pozo |
| Luke Milanzi 82'        | Report | 32' Adrià Carmona 60', 74' Álvaro Morata 62' Javier Espinosa | Sani Abacha Stadium, Kano rozhodčí: Pablo Pozo |

| 1. listopadu 2009 16.00 |        |     |                                                                     |
| USA                     | 1:0    | SAE | Gateway Stadium, Ijebu-Ode diváci: 13 780 rozhodčí: Koman Coulibaly |
| Jack McInerney 35'      | Report |     | Gateway Stadium, Ijebu-Ode diváci: 13 780 rozhodčí: Koman Coulibaly |

### Skupina F
| # | Tým         | Z | V | R | P | VB | OB | RS | B |
| - | ----------- | - | - | - | - | -- | -- | -- | - |
| 1 | Itálie      | 3 | 2 | 1 | 0 | 3  | 1  | +2 | 7 |
| 2 | Jižní Korea | 3 | 2 | 0 | 1 | 6  | 3  | +3 | 6 |
| 3 | Uruguay     | 3 | 1 | 1 | 1 | 3  | 3  | 0  | 4 |
| 4 | Alžírsko    | 3 | 0 | 0 | 3 | 0  | 5  | -5 | 0 |

| 26. října 2009 16.00          |        |                                                     |                                                                      |
| Uruguay                       | 1:3    | Jižní Korea                                         | Ahmadu Bello Stadium, Kaduna diváci: 18 418 rozhodčí: Wolfgang Stark |
| Sebastián Gallegos 60' (pen.) | Report | 13' Nam Seung-Woo 62' Son Heung-Min 90' Lee Jong-Ho | Ahmadu Bello Stadium, Kaduna diváci: 18 418 rozhodčí: Wolfgang Stark |

| 26. října 2009 19.00 |        |                      |                                                                    |
| Alžírsko             | 0:1    | Itálie               | Ahmadu Bello Stadium, Kaduna diváci: 18 418 rozhodčí: Jair Marrufo |
|                      | Report | 78' Federico Carraro | Ahmadu Bello Stadium, Kaduna diváci: 18 418 rozhodčí: Jair Marrufo |

| 29. října 2009 16.00                      |        |                       |                                                                  |
| Itálie                                    | 2:1    | Jižní Korea           | Ahmadu Bello Stadium, Kaduna diváci: 11 400 rozhodčí: Pablo Pozo |
| Michele Camporese 56' Pietro Iemmello 61' | Report | 30' (pen.) Kim Jin-Su | Ahmadu Bello Stadium, Kaduna diváci: 11 400 rozhodčí: Pablo Pozo |

| 29. října 2009 19.00                   |        |          |                                                                     |
| Uruguay                                | 2:0    | Alžírsko | Ahmadu Bello Stadium, Kaduna diváci: 13 879 rozhodčí: Viktor Kassai |
| Adrián Luna 47' Sebastián Gallegos 70' | Report |          | Ahmadu Bello Stadium, Kaduna diváci: 13 879 rozhodčí: Viktor Kassai |

| 1. listopadu 2009 19.00           |        |          |                                                                      |
| Jižní Korea                       | 2:0    | Alžírsko | Ahmadu Bello Stadium, Kaduna diváci: 14 755 rozhodčí: Michael Hester |
| Lee Jong-Ho 12' Son Heung-Min 22' | Report |          | Ahmadu Bello Stadium, Kaduna diváci: 14 755 rozhodčí: Michael Hester |

| 1. listopadu 2009 19.00 |        |         |                                                                       |
| Itálie                  | 0:0    | Uruguay | Sani Abacha Stadium, Kano diváci: 20 000 rozhodčí: Tom Henning Øvrebø |
|                         | Report |         | Sani Abacha Stadium, Kano diváci: 20 000 rozhodčí: Tom Henning Øvrebø |

### Žebříček týmů na třetích místech
| Sk. | Tým         | Z | V | R | P | VG | IG | +/- | FP | B |
| --- | ----------- | - | - | - | - | -- | -- | --- | -- | - |
| A   | Německo     | 3 | 1 | 1 | 1 | 7  | 6  | +1  | −7 | 4 |
| F   | Uruguay     | 3 | 1 | 1 | 1 | 3  | 3  | 0   | −3 | 4 |
| D   | Nový Zéland | 3 | 0 | 3 | 0 | 3  | 3  | 0   | −3 | 3 |
| E   | SAE         | 3 | 1 | 0 | 2 | 3  | 4  | −1  | −5 | 3 |
| B   | Brazílie    | 3 | 1 | 0 | 2 | 3  | 4  | −1  | −6 | 3 |
| C   | Nizozemsko  | 3 | 1 | 0 | 2 | 3  | 4  | −1  | −6 | 3 |

O posledním postupujícím týmu do osmifinále rozhodlo při rovnosti bodů a skóre mezi Spojenými arabskými emiráty, Brazílií a Nizozemím až kritérium fair play. Zde je za inkasovanou žlutou kartu -1 bod, za červenou kartu -3 body (jak za přímou, tak za dvě žluté karty), -4 body v případě žluté karty, kterou následovala přímá červená karta. V tomto hodnocení měl tým SAE -5 bodů, Brazílie a Nizozemí -6 bodů.

## Vyřazovací boje
Vyřazovací fáze se hrála podle pravidla pro vytvoření pavouka play-off se 16 týmy, které postoupily z 6 skupin na fotbalových mistrovstvích.
|  | Osmifinále               | Osmifinále               |                        |       | Čtvrtfinále   | Čtvrtfinále   |                       |                       | Semifinále | Semifinále |  |  | Finále | Finále |
|  |                          |                          |                        |       |               |               |                       |                       |            |            |  |  |        |        |
|  | 4. listopadu – Ijebu-Ode |                          |                        |       |               |               |                       |                       |            |            |  |  |        |        |
|  |                          |                          |                        |       |               |               |                       |                       |            |            |  |  |        |        |
|  | Argentina                | 2                        |                        |       |               |               |                       |                       |            |            |  |  |        |        |
|  | Argentina                | 2                        | 8. listopadu – Bauchi  |       |               |               |                       |                       |            |            |  |  |        |        |
|  | Kolumbie                 | 3                        |                        |       |               |               |                       |                       |            |            |  |  |        |        |
|  | Kolumbie                 | 3                        | Kolumbie               | 1 (5) |               |               |                       |                       |            |            |  |  |        |        |
|  | 4. listopadu – Enugu     |                          | Kolumbie               | 1 (5) |               |               |                       |                       |            |            |  |  |        |        |
|  |                          | Turecko                  | 1 (3)                  |       |               |               |                       |                       |            |            |  |  |        |        |
|  | Turecko                  | Turecko                  | 1 (3)                  | 2     |               |               |                       |                       |            |            |  |  |        |        |
|  | Turecko                  |                          | 12. listopadu – Lagos  | 2     |               |               |                       |                       |            |            |  |  |        |        |
|  | Spojené arabské emiráty  | 0                        |                        |       |               |               |                       |                       |            |            |  |  |        |        |
|  | Spojené arabské emiráty  | 0                        | Kolumbie               | 0     |               |               |                       |                       |            |            |  |  |        |        |
|  | 4. listopadu – Lagos     |                          | Kolumbie               | 0     |               |               |                       |                       |            |            |  |  |        |        |
|  |                          | Švýcarsko                | 4                      |       |               |               |                       |                       |            |            |  |  |        |        |
|  | Švýcarsko                | Švýcarsko                | 4                      | 4     |               |               |                       |                       |            |            |  |  |        |        |
|  | Švýcarsko                | 8. listopadu – Ijebu-Ode |                        | 4     |               |               |                       |                       |            |            |  |  |        |        |
|  | Německo                  | 3                        |                        |       |               |               |                       |                       |            |            |  |  |        |        |
|  | Německo                  | 3                        | Švýcarsko              | 2     |               |               |                       |                       |            |            |  |  |        |        |
|  | 4. listopadu – Kaduna    |                          | Švýcarsko              | 2     |               |               |                       |                       |            |            |  |  |        |        |
|  |                          | Itálie                   | 1                      |       |               |               |                       |                       |            |            |  |  |        |        |
|  | Itálie                   | Itálie                   | 1                      | 2     |               |               |                       |                       |            |            |  |  |        |        |
|  | Itálie                   |                          | 15. listopadu – Abuja  | 2     |               |               |                       |                       |            |            |  |  |        |        |
|  | Spojené státy americké   | 1                        |                        |       |               |               |                       |                       |            |            |  |  |        |        |
|  | Spojené státy americké   | 1                        | Švýcarsko              | 1     |               |               |                       |                       |            |            |  |  |        |        |
|  | 5. listopadu – Kano      |                          | Švýcarsko              | 1     |               |               |                       |                       |            |            |  |  |        |        |
|  |                          | Nigérie                  | 0                      |       |               |               |                       |                       |            |            |  |  |        |        |
|  | Španělsko                | Nigérie                  | 0                      | 4     |               |               |                       |                       |            |            |  |  |        |        |
|  | Španělsko                | 9. listopadu – Kaduna    |                        | 4     |               |               |                       |                       |            |            |  |  |        |        |
|  | Burkina Faso             | 1                        |                        |       |               |               |                       |                       |            |            |  |  |        |        |
|  | Burkina Faso             | 1                        | Španělsko              | 3 (4) |               |               |                       |                       |            |            |  |  |        |        |
|  | 5. listopadu – Calabar   |                          | Španělsko              | 3 (4) |               |               |                       |                       |            |            |  |  |        |        |
|  |                          | Uruguay                  | 3 (2)                  |       |               |               |                       |                       |            |            |  |  |        |        |
|  | Írán                     | Uruguay                  | 3 (2)                  | 1     |               |               |                       |                       |            |            |  |  |        |        |
|  | Írán                     |                          | 12. listopadu – Lagos  | 1     |               |               |                       |                       |            |            |  |  |        |        |
|  | Uruguay                  | 2                        |                        |       |               |               |                       |                       |            |            |  |  |        |        |
|  | Uruguay                  | 2                        | Španělsko              | 1     |               |               |                       |                       |            |            |  |  |        |        |
|  | 5. listopadu – Bauchi    |                          | Španělsko              | 1     |               |               |                       |                       |            |            |  |  |        |        |
|  |                          | Nigérie                  | 3                      |       | O třetí místo | O třetí místo |                       |                       |            |            |  |  |        |        |
|  | Mexiko                   | Nigérie                  | 3                      | 1 (3) | O třetí místo | O třetí místo |                       |                       |            |            |  |  |        |        |
|  | Mexiko                   | 9. listopadu – Calabar   | 9. listopadu – Calabar | 1 (3) |               |               | 15. listopadu – Abuja | 15. listopadu – Abuja |            |            |  |  |        |        |
|  | Jižní Korea              | 9. listopadu – Calabar   | 9. listopadu – Calabar | 1 (5) |               |               | 15. listopadu – Abuja | 15. listopadu – Abuja |            |            |  |  |        |        |
|  | Jižní Korea              | Jižní Korea              | 1                      | 1 (5) | Kolumbie      | 0             |                       |                       |            |            |  |  |        |        |
|  | 5. listopadu – Abuja     | Jižní Korea              | 1                      |       | Kolumbie      | 0             |                       |                       |            |            |  |  |        |        |
|  |                          | Nigérie                  | 3                      |       | Španělsko     | 1             |                       |                       |            |            |  |  |        |        |
|  | Nigérie                  | Nigérie                  | 3                      | 5     | Španělsko     | 1             |                       |                       |            |            |  |  |        |        |
|  | Nigérie                  |                          |                        | 5     |               |               |                       |                       |            |            |  |  |        |        |
|  | Nový Zéland              | 0                        |                        |       |               |               |                       |                       |            |            |  |  |        |        |
|  | Nový Zéland              | 0                        |                        |       |               |               |                       |                       |            |            |  |  |        |        |

### Osmifinále
| 4. listopadu 2009 16.00                      |        |                                                          |                                                                    |
| Argentina                                    | 2:3    | Kolumbie                                                 | Gateway Stadium, Ijebu-Ode diváci: 12 460 rozhodčí: Wolfgang Stark |
| Leandro González Pírez 17' Sergio Araujo 57' | Report | 63' Jeison Murillo 88' Jean Blanco 90+1' Héctor Quiñones | Gateway Stadium, Ijebu-Ode diváci: 12 460 rozhodčí: Wolfgang Stark |

| 4. listopadu 2009 19.00          |        |     |                                                                     |
| Turecko                          | 2:0    | SAE | Nnamdi Azikiwe Stadium, Enugu diváci: 16 782 rozhodčí: Eddy Maillet |
| Furkan Şeker 2' Ufuk Özbek 90+2' | Report |     | Nnamdi Azikiwe Stadium, Enugu diváci: 16 782 rozhodčí: Eddy Maillet |

| 4. listopadu 2009 19.00                                                                       |              |                                                     |                                                                       |
| Švýcarsko                                                                                     | 4:3 (po pr.) | Německo                                             | Teslim Balogun Stadium, Lagos diváci: 15 515 rozhodčí: Martín Vázquez |
| Ricardo Rodríguez 35' Haris Seferović 49' André Gonçalves 101' Nassim Ben Khalifa 116' (pen.) | Report       | 39' Mario Götze 78' Florian Trinks 118' Yunus Malli | Teslim Balogun Stadium, Lagos diváci: 15 515 rozhodčí: Martín Vázquez |

| 4. listopadu 2009 16.00                 |        |                     |                                                                       |
| Itálie                                  | 2:1    | USA                 | Ahmadu Bello Stadium, Kaduna diváci: 11 301 rozhodčí: Carlos Amarilla |
| Giacomo Beretta 29' Pietro Iemmello 56' | Report | 51' Nick Palodichuk | Ahmadu Bello Stadium, Kaduna diváci: 11 301 rozhodčí: Carlos Amarilla |

| 5. listopadu 2009 16.00                              |        |                       |                                                                   |
| Španělsko                                            | 4:1    | Burkina Faso          | Sani Abacha Stadium, Kano diváci: 14 000 rozhodčí: Michael Hester |
| Sergi Roberto 19', 56', 67' Adrià Carmona 83' (pen.) | Report | 26' Abdoulaye Ibrango | Sani Abacha Stadium, Kano diváci: 14 000 rozhodčí: Michael Hester |

| 5. listopadu 2009 19.00  |              |                               |                                                                      |
| Írán                     | 1:2 (po pr.) | Uruguay                       | U.J. Esuene Stadium, Calabar diváci: 3 600 rozhodčí: Stephane Lannoy |
| Afshin Esmaeilzadeh 119' | Report       | 104', 117' Sebastián Gallegos | U.J. Esuene Stadium, Calabar diváci: 3 600 rozhodčí: Stephane Lannoy |

| 5. listopadu 2009 16.00 |              |                    |                                                                               |
| Mexiko                  | 1:1 (po pr.) | Jižní Korea        | Abubarkar Tafawa Balewa Stadium, Bauchi diváci: 11 589 rozhodčí: Jerome Damon |
| Guillermo Madrigal 44'  | Report       | 90+2' Kim Dong-Jin | Abubarkar Tafawa Balewa Stadium, Bauchi diváci: 11 589 rozhodčí: Jerome Damon |

|                                                                        |     | Penaltový rozstřel                                      |  |
| Carlos Alberto Campos Miguel Basulto Oscar Sebastián García Erick Vera | 3:5 | Lee Kang Ahn Jin-Bum Kim Jin-Su Lee Jong-Ho Lee Min-Soo |  |

| 5. listopadu 2009 19.00                                        |        |             |                                                                  |
| Nigérie                                                        | 5:0    | Nový Zéland | National Stadium, Abuja diváci: 35 200 rozhodčí: Massimo Busacca |
| Edafe Egbedi 14', 28' Stanley Okoro 24' Sani Emmanuel 75', 79' | Report |             | National Stadium, Abuja diváci: 35 200 rozhodčí: Massimo Busacca |

### Čtvrtfinále
| 8. listopadu 2009 16.00 |              |                    |                                                                                  |
| Kolumbie                | 1:1 (po pr.) | Turecko            | Abubarkar Tafawa Balewa Stadium, Bauchi diváci: 11 532 rozhodčí: Koman Coulibaly |
| Jorge Luís Ramos 90'    | Report       | 20' Muhammet Demir | Abubarkar Tafawa Balewa Stadium, Bauchi diváci: 11 532 rozhodčí: Koman Coulibaly |

|                                                                              |     | Penaltový rozstřel                               |  |
| Santiago Arias Jeison Murillo Jorge Luís Ramos Daniel Cataño Gustavo Cuellar | 5:3 | Orhan Gülle Furkan Şeker Gokay Iravul Okan Alkan |  |

| 8. listopadu 2009 19.00                |        |                      |                                                                   |
| Švýcarsko                              | 2:1    | Itálie               | Gateway Stadium, Ijebu-Ode diváci: 13 482 rozhodčí: Viktor Kassai |
| Nassim Ben Khalifa 24' Oliver Buff 62' | Report | 32' Federico Carraro | Gateway Stadium, Ijebu-Ode diváci: 13 482 rozhodčí: Viktor Kassai |

| 9. listopadu 2009 16.00                                    |              |                                                             |                                                                     |
| Španělsko                                                  | 3:3 (po pr.) | Uruguay                                                     | Ahmadu Bello Stadium, Kaduna diváci: 10 281 rozhodčí: Carlos Batres |
| Francisco Román Alarcón 17' (pen.) Borja González 49', 50' | Report       | 10' Adrián Luna 71' Gabriel Mezquida 84' Sebastián Gallegos | Ahmadu Bello Stadium, Kaduna diváci: 10 281 rozhodčí: Carlos Batres |

|                                                                                 |     | Penaltový rozstřel                                                |  |
| Sergi Gómez Borja González Jon Aurtenetxe Pablo Sarabia Francisco Román Alarcón | 4:2 | Sebastián Gallegos Gonzalo Barreto José Laureiro Gabriel Mezquida |  |

| 9. listopadu 2009 19.00 |        |                                                  |                                                                  |
| Jižní Korea             | 1:3    | Nigérie                                          | U.J. Esuene Stadium, Calabar diváci: 9 100 rozhodčí: Howard Webb |
| Son Heung-Min 40'       | Report | 23' Ramón Azeez 50' Abdul Ajagun 85' Terry Envoh | U.J. Esuene Stadium, Calabar diváci: 9 100 rozhodčí: Howard Webb |

### Semifinále
| 12. listopadu 2009 16.00 |        |                                                                                              |                                                                       |
| Kolumbie                 | 0:4    | Švýcarsko                                                                                    | Teslim Balogun Stadium, Lagos diváci: 18 011 rozhodčí: Michael Hester |
|                          | Report | 14' (pen.) Nassim Ben Khalifa 36' Haris Seferović 50' Bruno Martignoni 68' Ricardo Rodríguez | Teslim Balogun Stadium, Lagos diváci: 18 011 rozhodčí: Michael Hester |

| 12. listopadu 2009 19.00 |        |                                          |                                                                        |
| Španělsko                | 1:3    | Nigérie                                  | Teslim Balogun Stadium, Lagos diváci: 24 000 rozhodčí: Ravshan Irmatov |
| Borja González 83'       | Report | 30' Stanley Okoro 61', 71' Sani Emmanuel | Teslim Balogun Stadium, Lagos diváci: 24 000 rozhodčí: Ravshan Irmatov |

### Zápas o 3. místo
| 15. listopadu 2009 16.00 |        |                             |                                                                  |
| Kolumbie                 | 0:1    | Španělsko                   | National Stadium, Abuja diváci: 40 000 rozhodčí: Koman Coulibaly |
|                          | Report | 75' Francisco Román Alarcón | National Stadium, Abuja diváci: 40 000 rozhodčí: Koman Coulibaly |

### Finále
| 15. listopadu 2009 19.00 |        |         |                                                                 |
| Švýcarsko                | 1:0    | Nigérie | National Stadium, Abuja diváci: 60 000 rozhodčí: Martín Vázquez |
| Seferović 63'            | Report |         | National Stadium, Abuja diváci: 60 000 rozhodčí: Martín Vázquez |

## Vítěz
| Mistrovství světa ve fotbale hráčů do 17 let 2009 Švýcarsko |